# Torreyochloa
Torreyochloa, biljni rod iz porodice trava raširen po Sjevernoj Americi i Aziji, od Ruskog dalekog istoka do Japana. Pripada mu četiri priznatih vrsta trajnica.

## Vrste
1. Torreyochloa erecta (Hitchc.) Church
2. Torreyochloa natans (Kom.) Church
3. Torreyochloa pallida (Torr.) Church
4. Torreyochloa viridis (Honda) Church